# Ryparosa multinervosa
Ryparosa multinervosa är en tvåhjärtbladig växtart som beskrevs av Van Slooten. Ryparosa multinervosa ingår i släktet Ryparosa och familjen Achariaceae. Inga underarter finns listade i Catalogue of Life.